# Хейлстрап, Артур
Артур Хейлстрап MBE (англ. Arthur Halestrap; 8 сентября 1898, Саутгемптон — 1 апреля 2004, Кингс-Саттон) — британский 105-летний долгожитель, участник обеих мировых войн, один из немногих британских ветеранов-долгожителей Первой мировой войны, доживших до XXI века. По профессии радиоинженер.

## Биография
Родился в Саутгемптоне (Гэмпшир). В юности прославился тем, что попал на борт «Титаника» и успел покинуть судно ещё до его отплытия. С самого начала пытался добровольцем попасть на фронт Первой мировой войны, однако ему отказывали по причине слишком юного возраста. Только в сентябре 1916 года он был зачислен в дивизию связи Королевских инженеров, а в январе 1918 года прибыл во Францию.
После Первой мировой войны Хейлстрап работал в британской радиокомпании Marconi Company вместе с Сирилом Эвансом, радистом парохода «Калифорниэн», который был на посту в ночь крушения «Титаника».
Во время Второй мировой войны служил в Королевском корпусе связи, с 1942 года работал в Управлении специальных операций. Единственный сын Артура погиб на войне. После окончания Второй мировой работал в составе Союзной контрольной комиссии в Германии, а затем и в Дипломатической службе радиосвязи. В отставке с 1970 года. Проживал с 1960-х годов и до конца своих дней в Кингс-Саттоне. Награждён Орденом Британской империи (1963), Орденом Почётного легиона (1988).
В 2003 году 105-летний Хейлстрап прибыл на празднование Дня перемирия в Ипре, став единственным британским ветераном той войны, присутствовавшим на праздничной церемонии. Тогда Хейлстрап, сидевший в инвалидной коляске, прочитал стихотворение Лоуренса Биньона «Павшим». В том же году он, как и Гарри Пэтч и ещё несколько человек, снялся в документальных фильмах Би-би-си «Первая мировая война в цвете» и «Последний Томми».